# Meinhold-Formel
Unter der Meinhold-Formel versteht man die von dem Wirtschaftswissenschaftler Helmut Meinhold zu Beginn der 1960er Jahre entwickelte verteilungspolitische Formel einer „Doppelanpassung der Löhne“ an die gesamtwirtschaftliche Produktivitäts- und Preisentwicklung.
Als Schlichter in einem Tarifstreit zwischen der IG Metall und dem Arbeitgeberverband der Eisen- und Stahlindustrie schlug er 1965 als Richtschnur für die Tarifeinigung vor, die Lohnerhöhungen zum einen nach dem realen gesamtwirtschaftlichen Produktivitätsfortschritt, zum anderen nach der Steigerungsrate der Lebenshaltungskosten vorzunehmen.
Damit stellte Meinhold die bis dahin vom Sachverständigenrat für die Begutachtung der gesamtwirtschaftlichen Entwicklung (SVR) vertretene Bindung des Wachstums der Nominallöhne ausschließlich an die Produktivitätssteigerungen („einfache Produktivitätsregel“) in Frage. Er argumentierte, dass auch die Preissteigerungen berücksichtigt werden müssten, um die Verteilungsrelationen aufrechtzuerhalten. Diese „modifizierte Produktivitätsregel“ wurde später vom SVR als verteilungsneutrale Lohnformel übernommen. Unbefriedigend für die Gewerkschaften blieb dabei allerdings, dass diese Regel den verteilungspolitischen Status quo festschrieb und ihre Umverteilungsansprüche unberücksichtigt ließ.